# Serafim (Kuzminov)
Serafim (světským jménem: Dmitrij Nikolajevič Kuzminov; * 31. srpna 1977, Bogorodick) je ruský duchovní Ruské pravoslavné církve a biskup beljovský a alexinský.

## Život
Narodil se 31. srpna 1977 v Bogorodicku.
Roku 1997 nastoupil na pastýřské kurzy při Tulské eparchiální správě.
Dne 9. prosince 1997 byl archimandritou Kirillem (Nakoněčným) postřižen na monacha se jménem Serafim na počest svatého Serafima Sarovského. Následující den jej metropolita tulský a beljovský Serapion (Fadějev) rukopoložil na jerodiákona a 5. dubna 1998 biskup bogorodický Kirill (Nakoněčnyj) na jeromonacha. Stal se duchovním Kazaňského chrámu Bogorodicka.
Dne 24. června 1998 začal přednášet historii Nového zákona na pastýřských kurzech.
Byl představeným Nikolského chrámu vesnice Karačevo.
Dne 15. listopadu 2001 byl jmenován představeným svatých Petra a Pavla v sídle Dubna.
Roku 2004 dokončil Kalužský duchovní seminář a roku 2007 Petrohradskou duchovní akademii.
Od roku 2005 přednášel na katedře teologie Tulské státní univerzity.
Dne 1. prosince 2007 byl povýšen na igumena.
Dne 27. července 2011 jej Svatý synod zvolil biskupem kamenským a alapajevským.
Dne 19. srpna 2011 byl povýšen na archimandritu.
Dne 27. srpna 2011 byl oficiálně jmenován biskupem a 3. září proběhla ve Znamenském monastýru v Irkutsku jeho biskupská chirotonie. Hlavním světitelem byl patriarcha moskevský a celé Rusi Kirill.
Dne 27. prosince 2011 byl převeden na beljovskou katedru.